# Championnat du Honduras de football 1984
Navigation
Saison précédente Saison suivante
La LINAFUT 1984 est la dix-neuvième édition de la première division hondurienne.
Lors de ce tournoi, le CD Vida a tenté de conserver son titre de champion du Honduras face aux neuf meilleurs clubs honduriens.
Chacun des dix clubs participant était confronté quatre fois aux neuf autres équipes. Puis les quatre meilleures se sont affrontées lors d'une phase finale à la fin de la saison.
Seulement deux places étaient qualificatives pour la Coupe des champions de la CONCACAF.

## Les 10 clubs participants
| \| Tegucigalpa: Juventud Morazánica CD Motagua CD Olimpia Pumas UNAH Tegucigalpa CD Marathon Real España Tegucigalpa CD Platense CD Marathon Real España Sula de La Lima Tegucigalpa CD Victoria CD Vida CD Victoria CD Vida \| Localisation des clubs engagés dans le championnat. |
| Tegucigalpa: Juventud Morazánica CD Motagua CD Olimpia Pumas UNAH Tegucigalpa CD Marathon Real España Tegucigalpa CD Platense CD Marathon Real España Sula de La Lima Tegucigalpa CD Victoria CD Vida CD Victoria CD Vida                                                           |

| Club                 | Stade                        | Capacité          | Ville          |
| Juventud Morazánica  | Stade inconnu                | Capacité inconnue | Tegucigalpa    |
| CD Marathon          | Stade Yankel Rosenthal       | 15 000            | San Pedro Sula |
| CD Motagua           | Stade Tiburcio Carias Andino | 35 000            | Tegucigalpa    |
| CD Olimpia           | Stade Tiburcio Carias Andino | 35 000            | Tegucigalpa    |
| CD Platense          | Stade Excelsior              | 10 000            | Puerto Cortés  |
| Real España          | Stade Francisco Morazán      | 20 000            | San Pedro Sula |
| Sula de La Lima (en) | Stade inconnu                | Capacité inconnue | La Lima        |
| Pumas UNAH           | Stade Tiburcio Carias Andino | 35 000            | Tegucigalpa    |
| CD Victoria          | Stade Nilmo Edwards          | 25 000            | La Ceiba       |
| CD Vida              | Stade Nilmo Edwards          | 25 000            | La Ceiba       |

## Compétition
La compétition se déroule en deux phases.
Dans un premier temps, l'ensemble des équipes s'affrontent à quatre reprises dans une phase régulière qui compte 36 journées.
Dans un second temps, les quatre premiers participent à la phase quadragonale où chaque club affronte deux fois les trois autres.

### Phase régulière
Lors de la phase régulière, les dix équipes affrontent à quatre reprises les neuf autres équipes selon un calendrier tiré aléatoirement.
Le classement est établi sur l'ancien barème de points (victoire à 2 points, match nul à 1, défaite à 0).
Le départage final se fait selon les critères suivants :
- Le nombre de points.
- Un match de barrage en cas de qualification en jeu.

| Rang | Équipe                   | Pts | J  | G  | N  | P  | Bp | Bc | Diff |
| ---- | ------------------------ | --- | -- | -- | -- | -- | -- | -- | ---- |
| 1    | CD Olimpia               | 44  | 36 | 13 | 18 | 5  | 41 | 31 | +10  |
| 2    | CD Vida (T)              | 42  | 36 | 13 | 16 | 7  | 44 | 35 | +9   |
| 3    | CD Victoria              | 40  | 36 | 14 | 12 | 10 | 44 | 33 | +11  |
| 4    | CD Marathon              | 38  | 36 | 12 | 14 | 10 | 36 | 27 | +9   |
| 5    | CD Motagua               | 35  | 36 | 11 | 13 | 12 | 30 | 33 | -3   |
| 6    | CD Platense              | 35  | 36 | 6  | 23 | 7  | 26 | 29 | -3   |
| 7    | Pumas UNAH               | 34  | 36 | 9  | 16 | 11 | 35 | 39 | -4   |
| 8    | Juventud Morazánica      | 32  | 36 | 6  | 20 | 10 | 27 | 34 | -7   |
| 9    | Real España              | 32  | 36 | 9  | 14 | 13 | 26 | 34 | -8   |
| 10   | Sula de La Lima (en) (P) | 28  | 36 | 8  | 12 | 16 | 27 | 41 | -14  |

| Légende : Qualifications et relégations | Légende : Qualifications et relégations             |
| --------------------------------------- | --------------------------------------------------- |
|                                         | Qualifié pour la phase quadragonale                 |
|                                         | Relégué en Liga Nacional de Ascenso                 |
|                                         | (T) : Tenant du titre (P) : Promu de la saison 1983 |

### La phase quadragonale
Le classement est établi sur l'ancien barème de points (victoire à 2 points, match nul à 1, défaite à 0).
Le départage final se fait selon les critères suivants :
- Le nombre de points.
- Un match de barrage en cas de qualification en jeu.

| Rang | Équipe      | Pts | J | G | N | P | Bp | Bc | Diff |
| ---- | ----------- | --- | - | - | - | - | -- | -- | ---- |
| 1    | CD Olimpia  | 10  | 6 | 5 | 0 | 1 | 7  | 2  | +5   |
| 2    | CD Vida (T) | 6   | 6 | 2 | 2 | 2 | 6  | 5  | +1   |
| 3    | CD Victoria | 4   | 6 | 1 | 2 | 3 | 4  | 7  | -3   |
| 4    | CD Marathon | 4   | 6 | 1 | 2 | 3 | 2  | 5  | -3   |

| Légende : Qualifications et relégations | Légende : Qualifications et relégations                             |
| --------------------------------------- | ------------------------------------------------------------------- |
|                                         | Coupe des champions de la CONCACAF 1985 (1er Tour de qualification) |
|                                         | (T) : Tenant du titre                                               |

## Bilan du tournoi
| Tableau d'Honneur                   |            |
| Compétition                         | Vainqueur  |
| Liga Nacional de Fútbol de Honduras | CD Olimpia |

| Qualifications continentales 1985-1986 |                    |
| Coupe des champions de la CONCACAF     | Qualifiés          |
| 1er tour de qualification              | CD Olimpia CD Vida |

| Promotions et relégations           |                      |
| Relégué en Liga Nacional de Ascenso | Sula de La Lima (en) |
| Promu de Liga Nacional de Ascenso   | Tela Timsa (en)      |